# Ari Salin
Ari Juhani Salin (ur. 20 stycznia 1947 w Lohji) – fiński lekkoatleta, płotkarz, olimpijczyk.

## Kariera sportowa
Odpadł w eliminacjach biegu na 110 metrów przez płotki na mistrzostwach Europy w 1969 w Atenach. Na kolejnych mistrzostwach Europy w 1971 w Helsinkach zajął 6. miejsce w finale biegu na 400 metrów przez płotki, a fińska sztafeta 4 × 400 metrów z jego udziałem została zdyskwalifikowana w eliminacjach
Zajął 6. miejsce w sztafecie 4 × 400 metrów (która biegła w składzie: Stig Lönnqvist, Salin, Ossi Karttunen i Markku Kukkoaho) oraz odpadł w eliminacjach biegu na 400 metrów przez płotki na igrzyskach olimpijskich w 1972 w Monachium.
Był mistrzem Finlandii w biegu na 110 metrów przez płotki w 1968, 1969 i 1971 oraz w biegu na 400 metrów przez płotki w latach 1970–1972 i 1974.
Trzykrotnie poprawiał rekord Finlandii w biegu na 110 metrów przez płotki do czasu 13,8 s (18 września 1970 w Pradze), sześciokrotnie w biegu na 400 metrów przez płotki do wyników 49,5 s (25 lipca 1972 w Helsinkach) i 50,41 s11 sierpnia 1971 w Helsinkach) oraz  czterokrotnie w sztafecie do rezultatu 3:01,12. Ten ostatni wynik jest aktualnym (luty 2022) rekordem Finlandii.

## Rodzina
Jego żona Riitta Salin była znaną lekkoatletką, byłą rekordzistką świata i mistrzynią Europy z 1974 w biegu na 400 metrów.